# Rafael Vega de los Reyes
Rafael Vega de los Reyes, noto anche con lo pseudonimo di Gitanillo de Triana (Siviglia, 21 marzo 1915 – Belinchón, 24 maggio 1969), è stato un torero spagnolo.
Usò lo stesso pseudonimo "Gitanillo De Triana" usato dal fratello maggiore Francisco Vega de los Reyes (Curro Puya), anche lui torero, morto a Madrid il 31 maggio 1931 a seguito di un'incornata di un toro.

## Biografia
Figlio di Manuel Vega Romero e di Carmen de los Reyes García, nacque a Siviglia nel quartiere di Triana da una famiglia di origine gitana, penultimo di dieci figli.
Iniziò la sua carriera a Madrid nel 1933 come "novillero" (principiante) e nel 1937 sposò Rosario Rojas Monge, figlia della celebre ballerina di flamenco Pastora Imperio e di Fernando Sebastián de Borbón y Madán, cugino del re Alfonso XIII. 
Ebbe uno stile di corrida molto puro ma a volte troppo riservato, dove i trionfi si mescolarono spesso a fallimenti in confronti paradossali. Ripetitivo nelle incongruenze e nei problemi con la spada, non raggiunse mai i risultati del fratello maggiore. 
Negli anni si alternò più volte a Manolete e a Luis Miguel Dominguín e partecipò alla stessa corrida in cui morì Manolete nella plaza de toros di Linares il 28 agosto 1947.
Ritiratosi dall'ambiente delle corride aprì, insieme alla suocera Pastora Imperio, El Duende, uno dei più celebri tablao di flamenco di Madrid in cui si esibirono negli anni '60 i più grandi esponenti del flamenco e della rumba catalana, tra cui Peret e El Pescaílla. 

### Morte
Nelle prime ore del 24 maggio 1969 morì in un incidente stradale, insieme al genero Héctor Álvarez, nello scontro con un camion, a Belinchón dopo aver trascorso la notte a una festa organizzata dal torero Luis Miguel Dominguín nella sua fattoria.